# Витоша (компютър)
Вижте пояснителната страница за други значения на Витоша.
„Витоша“ е първият български компютър. Създаден е в Изчислителния център към Института по математика на БАН, чието основаване през 1961 година слага началото на развитие на българската изчислителна техника.
Разработката на компютъра започва в края на 1961 г., а въвеждането му в експлоатация става в началото на 1962 г. Екипът, разработил машината, включва: Благовест Сендов, Г. Алипиев, Д. Богданов, Д. Рачев, Енчо Кърмаков, Илич Юлзари (отговорник), Иван Станчев, Кирил Боянов, Мария Димитрова, Рафи Асланян и Ст. Пашев. Научен ръководител академик Любомир Илиев.
Цифровата електронна машина използва двоична система с непроменлива дължина на думите в успореден режим. Машинната дума (слово) е дълга 40 бита; използва триадресен формат с 32 инструкции, използващи индексни регистри. Основните части на машината са: входно устройство, изходно устройство, аритметично изчислително устройство, памет и устройство за управление. Последното може да се разглежда като две отделни – главно устройство за управление и помощно. За съхранение се ползва магнитен барабан с общ обем 4096 думи. Захранващият блок на компютъра работи с трифазен ток с напрежение 220/380 V. Охлаждането се осъществява посредством специална система от вентилатори.
Конструкцията на машината е направена като един блок с дължина 4 m и височина 2 m, приютяващ всички електронни схеми и магнитния барабан. Състои се от 1500 електронни лампи модел ESS 862. Те имат продължителност на работа около 10 000 часа. Операторът може да управлява машината от пулт за управление и ако се наложи, да влияе на изчислителния процес; може да задейства, спира, включва или изключва машината. На същия пулт може да се наблюдава състоянието на аритметичното изчислително устройство и броячът на командния регистър. Има и ключета за ръчно въвеждане на информация, връщане на регистрите в първоначално състояние и възможност за проверка на основните операции – пренос на съдържанието от един регистър в друг.
Входното устройство работи с петканален лентов перфоратор, информацията от който се прочита от стандартен електромеханичен телетип. Изходното устройство е електрическа пишеща машина, която ползва прост алгоритъм за извеждане на резултатите. Всички команди за управлението ѝ са програмирани – шпация (интервал), нов ред и пр. Програмите са писани на машинен език.
Машината е изработена и въведена в експлоатация в края на 1963 година. Разходите по проекта надхвърлят почти двойно предвидения бюджет от 1,5 млн. лева. За пръв път е показана на техническо изложение „България строи социализъм“ през август 1963 г. в Москва и има голям успех, защото за първи път малка България показва собствена електронно-изчислителна машина. Дори в СССР, доколкото има такива машини (напр. БЕСМ), те работят във военни, засекретени обекти. Този успех, заедно с разработения по-късно електронен калкулатор Елка-22, дават тласък на специализацията на България в областта на изчислителната техника.
Спряна е от експлоатация през септември 1964 г. и по-късно е унищожена. В музей „Математиката и информатиката в България“ е съхранен един модул с 5 лампи.